# William Salyers
William Salyers est un acteur américain né le 16 août 1964 à Bartlesville en Oklahoma.

## Filmographie

### Cinéma
- 1994 : Mile's Grand Exit : Ty
- 1998 : Crocodile Tears : Chesebro
- 1999 : The Book of Stars : le docteur
- 2000 : Endiablé : le démon élégant
- 2002 : Damaged Goods : Traci Gilmore
- 2005 : Whigmaleerie : Gérard Didier
- 2006 : Outta Sync : le vent qui parle
- 2013 : Desperate Acts of Magic : Lou
- 2016 : Regular Show: The Movie : Rigby
- 2016 : Deep
- 2016 : Batman : Le Retour des justiciers masqués (Batman: Return of the Caped Crusaders) : le Pingouin (voix)

### Télévision
- 1993-1995 : Bienvenue en Alaska : Shakespeare et Mitch (2 épisodes)
- 1996 : Destination inconnue : le contrôleur
- 2000-2003 : Amy : Phil Dyer (2 épisodes)
- 2001 : La Vie avant tout : le médecin (1 épisode)
- 2001 : Les Associés : Douglas Quinlin (1 épisode)
- 2005-2008 : Moral Orel : Révérend Putty et M. Littler (28 épisodes)
- 2009 : ICarly : Juge Philippe (1 épisode)
- 2009-2016 : Regular Show : Rigby et autres personnages (216 épisodes)
- 2024 : Batman, le justicier masqué : Maire Jessop (voix originale)

### Jeux vidéo
- 2008 : Endwar
- 2008 : Call of Duty: World at War : un soldat allemand
- 2009 : Les Sims 3 : un Sim
- 2009 : Where the Wild Things Are : Douglas
- 2010 : Mass Effect 2 : Joram Talid, Marab et Sergent Haron
- 2010 : Medal of Honor : Bossman
- 2011 : Dead Space 2 : voix additionnelles
- 2011 : Dungeon Siege III : Lazar Bassili, Meister Fiddlewick et autres personnages
- 2011 : Captain America : Super Soldat : HYDRA
- 2012 : The Darkness II : Victor
- 2012 : Mass Effect 3 : Mordin Solus
- 2013 : The Bureau: XCOM Declassified : Heinrich Dresner
- 2014 : WildStar : Ish'amel, Zarkonis et Braithwait
- 2014 : Sunset Overdrive
- 2014 : Far Cry 4 : voix additionnelles
- 2014 : Star Wars: The Old Republic : voix additionnelles
- 2015 : Lego Dimensions : Sensei Wu, Maître Chen et Scarecrow
- 2015 : Fallout 4 : Bullet, Calvin Whitaker et Sheffield
- 2016 : Hitman : Erich Soders